# Honey and Clover
Honey and Clover (jap. ハチミツとクローバー Hachimitsu to Kurōbā, übersetzt „Honig und Klee“), auch als Hachikuro (ハチクロ) bekannt, ist eine Manga-Serie von Chika Umino. Der Manga erschien von 2000 bis 2006 und umfasst 1700 Seiten, in denen das Alltags- und Liebesleben fünf befreundeter Kunststudenten geschildert wird.
Der Comic war in Japan kommerziell erfolgreich und wurde als Anime verfilmt. Die Serie lässt sich der Josei-Gattung zuordnen, richtete sich also ursprünglich vor allem an erwachsene Frauen.

## Handlung
Yūta Takemoto (竹本 祐太), Takumi Mayama (真山 巧) und Shinobu Morita (森田 忍) studieren auf einer Kunstschule in Tokio (angelehnt an die Kunsthochschule Musashino) und teilen dasselbe Wohnheim.
Eines Tages stellt ihnen der Kunstlehrer Shūji Hanamoto (花本 修司) die 18-jährige Hagumi Hanamoto (花本 はぐみ) vor, eine Verwandte von ihm. Sie ist ziemlich klein und sehr kunstbegabt und Morita verliebt sich auf den ersten Blick. Doch auch Takemoto hegt Gefühle für sie. „Hagu“, wie sie von ihren Freunden genannt wird, lebt während ihres Studiums bei Shūji.
Ayumi Yamada (山田 あゆみ), eine weitere Studentin, ist in Mayama verliebt, der ihre Liebe aber nicht erwidert. Mayama seinerseits ist unglücklich in Rika Harada (原田 理花) verliebt, eine ehemalige Mitschülerin von Kunstlehrer Hanamoto und seit einem tödlichen Verkehrsunfall verwitwet. Noch immer ihrem verstorbenen Mann Harada nachtrauernd, kann auch sie ihre Gefühle Mayama gegenüber nicht erwidern. Hagu, Takemoto, Morita, Mayama und Ayumi befreunden sich und verleben ein fröhliches Studienleben.
Als Morita eine Zeit lang verschwunden ist, gelingt es Takemoto eine enge Freundschaft zu Hagu aufzubauen. Dieser kehrt jedoch bald zurück und es wird klar, dass Hagu auch Gefühle für Morita hegt. Danach macht Takemoto eine Fahrradtour von Tokio an den nördlichsten Punkt Japans in Hokkaidō, um sich selbst zu finden. Er gesteht nach der Heimkehr Hagu seine Liebe. Diese ist jedoch verwirrt über Takemotos Geständnis.
Mayama ist ins Berufsleben eingetreten und arbeitet in einem Architekturbüro. Dabei hat er auch häufiger Kontakt zu Rika. Es gelingt Mayama, dass Rika sich ihm öffnet.
Takemoto und Morita studieren weiter mit Hagu. Diese verletzt sich bei einem Unfall mit einer Glasscheibe schwer die Hand und liegt daraufhin im Krankenhaus. Es besteht die Gefahr, dass sie nie wieder malen kann. Nun wollen sie Shūji, Takemoto und Morita bei der Rehabilitation unterstützen und ihr Mut machen. Doch sie müssen einsehen, dass sie ihr nicht alle helfen können.
Am Ende bleibt Hagu bei Shūji, der ihr verspricht, für immer für sie zu sorgen. Als sie und Takemoto das Studium beendet haben und Takemoto mit dem Zug zu seiner neuen Arbeitsstelle wegfährt, schenkt Hagu ihm ein Honigbrot, in dem vierblättrige Kleeblätter eingelegt sind.

## Veröffentlichungen des Mangas
Das erste Kapitel des Mangas erschien in der Juni-Ausgabe 2000 des japanischen Manga-Magazins CUTiE Comic beim Takarajimasha-Verlag. Für dieses Magazin arbeiteten zu dieser Zeit unter anderem auch Kiriko Nananan und Moyoco Anno. Nachdem das 14. Kapitel in der Juli-Ausgabe 2001 des CUTiE Comic veröffentlicht worden war, wechselte die Serie in das Young You-Magazin des Shūeisha-Verlages. In diesem wurden bis zur Einstellung des Magazins im Herbst 2005 die Kapitel 15 bis 56 herausgebracht. Die letzten Kapitel (57 bis 64) erschienen schließlich bis Juli 2006 in einem Schwestermagazin des Young You, Chorus. Der Shūeisha-Verlag brachte die 64 Einzelkapitel, die in den drei Magazinen zuvor veröffentlicht worden waren, auch in zehn Sammelbänden heraus. Diese verkauften sich in Japan über acht Millionen Mal. Am 19. März 2008 erschien in Japan ein Artbook zur Reihe unter dem Titel Hachimitsu to Clover – Artbook: Illustrations.
Der Manga wurde auch in Nordamerika, Frankreich (bei Kana), Italien, Deutschland, Hongkong, Südkorea und in der Republik China publiziert. Die deutschsprachige Übersetzung der Sammelbände brachte Tokyopop von September 2006 bis April 2008 vollständig heraus. Die Übersetzung stammt von Noriko Fukutomi.

## Verfilmungen

### Erste Serie
Unter der Leitung des Animationsstudios J.C.Staff entstand eine 24 Episoden umfassende, gleichnamige Zeichentrickserie auf Basis der Comicvorlage von Chica Umino. Als Regisseur wirkte Kenichi Kasai mit, die Drehbücher schrieb Yōsuke Kuroda. Fuji TV strahlte die 24 Folgen vom 14. April bis zum 29. September 2005 erstmals im japanischen Fernsehen aus. Die Serie lief in der Programmschiene noitaminA (ノイタミナ), in der Anime-Serien für jugendliche und erwachsene weibliche Zuschauer gesendet werden.
Nach der Fernsehausstrahlung kam der Anime auf neun DVDs heraus. Auf der fünften und siebten DVD war zusätzlich zu den regulären Episoden jeweils eine zuvor nicht im Fernsehen ausgestrahlte Spezialfolge enthalten. Die beiden Spezialfolgen betitelte man Chapter L und Chapter F.
Die Serie erstreckt sich über einen Handlungszeitraum von mehreren Jahren, weshalb die Jahreszeiten von Folge zu Folge häufig wechseln. Die Serie endet mit Takemotos Heimkehr von der Fahrradtour.

### Zweite Serie
Da die erste Anime-Serie keine Verfilmung der kompletten Manga-Serie ist, kam im folgenden Jahr eine 12 Episoden umfassende Fortsetzung heraus. Diese erhielt den Titel Honey and Clover II (ハチミツとクローバーII, Hachimitsu to Kurōbā II). Sie schließt die Handlung ab.
Ebenfalls von J.C.Staff produziert, lief sie vom 29. Juni bis zum 14. September 2006 in Fuji TV und wurde danach auf vier DVDs veröffentlicht. Regie führte bei dieser Serie nicht mehr Kasai, sondern Tatsuyuki Nagai.

### Realfilm
Unter der Regie von Masahiro Takada wurde ein gleichnamiger Spielfilm auf Basis der Manga-Serie produziert. Die Musik zu dem 115-minütigen Film schrieb die bekannte Komponistin Yōko Kanno. Die fünf Hauptrollen übernahmen Yū Aoi (als Hagu), Shō Sakurai (als Takemoto), Yusuke Iseya (als Morita), Ryo Kase (als Mayama) und Megumi Seki (als Ayumi).
Der Film kam am 23. Juli 2006 in die japanischen Kinos. An den ersten beiden Wochenenden platzierte er sich in den japanischen Kino-Charts auf dem achten und zehnten Platz. In den ersten zwei Wochen spielte der Film etwa 1,53 Millionen US-Dollar ein.

### Fernsehdrama
Vom 8. Januar bis 18. März 2008 lief auf Fuji TV ein 11-teiliges Dorama. Regie führten Masaki Tanamura und Hiroaki Matsuyama, das Drehbuch stammt von Shigeki Kaneko.

### Synchronisation
| Rolle           | Seiyū (Synchronsprecher) |
| --------------- | ------------------------ |
| Yūta Takemoto   | Hiroshi Kamiya           |
| Hagumi Hanamoto | Haruka Kudō              |
| Takumi Mayama   | Tomokazu Sugita          |
| Shinobu Morita  | Yūji Ueda                |
| Ayumi Yamada    | Mikako Takahashi         |
| Shūji Hanamoto  | Keiji Fujiwara           |
| Rika Harada     | Sayaka Ōhara             |

### Musik
Für den Vorspann der ersten Serie wurde Dramatic (ドラマチック) von Yuki Isoya und Kōichi Tsutaya verwendet. Der Abspann wurde in den ersten zwölf und der letzten Folge mit Waltz (ワルツ) untermalt, gesungen wurde der Titel von Suneohair, von dem auch Text und Musik stammen. Die anderen Folgen endeten mit Mistake von der Band The Band has no Name.
Die Folgen der zweiten Serie beginnen mit Fugainaiya (ふがいないや) von Kōichi Tsutaya, Kenji Tamai, Atsushi Yuasa und Yuki Isoya. Der Abspanntitel ist Split (スプリット) von Suneohair und Kenji Watanabe.
Während der Folgen werden häufig auch Lieder mit Gesang eingespielt, was ungewöhnlich ist. Für die erste Serie sind das:
- Episode 1: Hachimitsu (ハチミツ) von Spitz
- Episode 2: 8-gatsu no Serenade (８月のセレナーデ) von Suga Shikao
- Episode 3: Tsuki to Knife (月とナイフ) von Suga Shikao
- Episode 4: Hakō (波光) von Suga Shikao
- Episode 7: Tamagawa (多摩川) von Spitz
- Episode 10: Sakana (魚) von Spitz
- Episode 13: Sorosoro Ikanakucha (そろそろいかなくちゃ) von Suga Shikao
- Episode 14: Y von Spitz
- Episode 15: Yoru wo Kakeru (夜を駆ける) von Spitz
- Episode 18: Yubikiri (ユビキリ) von Suga Shikao
- Episode 19: Ōgon no Tsuki (黄金の月) von Suga Shikao
- Episode 22: Tsuki ni Kaeru (月に帰る) von Spitz
- Episode 23: Room 201 von Suga Shikao
- Episode 24: Spica (スピカ) von Spitz

In der zweiten Serie:
- Episode 1: Nakayoshi (仲良し) von Spitz
- Episode 2: Pool (プール) von Spitz
- Episode 3: Koko ni Iru Koto (ココニイルコト) von Suga Shikao
- Episode 4: Honoho (ほのほ) von Spitz
- Episode 5: Je t'aime (ジュテーム) von Spitz
- Episode 6: HAPPY BIRTHDAY von Suga Shikao
- Episode 7: Natsukage (夏陰～なつかげ～) von Suga Shikao
- Episode 8: Ringo Juice (リンゴ・ジュース) von Suga Shikao
- Episode 9: Kazenagi (風なぎ) von Suga Shikao
- Episode 10: Namida (涙) von Spitz
- Episode 11: Futari no Kage (ふたりのかげ) von Suga Shikao
- Episode 12: Inaka no Seikatsu (田舎の生活) von Spitz

Für den Vorspann des Films wurde von Spitz das Lied Mahō no Kotoba (魔法のコトバ) aufgenommen. Während des Films werden Aozora Pedal von Arashi und Suga Shikao sowie Sayonara, Furasato no ie yo (さよならふるさとの家よ) aus La Wally von Alfredo Catalani gespielt.

## Auszeichnungen
2003 erhielt Honey and Clover den 27. Kōdansha-Manga-Preis in der Kategorie Shōjo. 2004 war der Manga für den Osamu-Tezuka-Kulturpreis nominiert, konnte sich aber nicht gegen Kyōko Okazakis Helter Skelter durchsetzen.